# Nuit féline
Pour plus de détails, voir Fiche technique et Distribution.
Nuit féline est un court métrage français réalisé par Gérard Marx, sorti en 1979.

## Fiche technique
- Titre : Nuit féline
- Réalisation : Gérard Marx
- Scénario : Olivier Assayas, Gérard Marx et Dominique Lancelot
- Photographie : Pierre Gautard
- Musique : Bruno Coulais
- Durée : 20 minutes
- Date de sortie : 1979 (présentation au Festival de Cannes, Perspectives du cinéma français)[1]

## Distribution
- Marcel Delmotte
- Philippe du Janerand

## Récompenses
- 1979 : Prix Jean-Vigo du court métrage